# Bezirk Salzburg-Umgebung
Bezirk Salzburg-Umgebung er det nordligste af delstaten Salzburgs fem distrikter. Salzburg-Umgebung kaldes også ved sit gamle navn Flachgau, idet delstatshovedstaden Seekirchen am Wallersee dog i dag er udskilt i separat distrikt. Salzburg-Umgebung og Flachgau anvendes synonymt.

## Geografi
Salzburg-Umgebung omfatter Salzburger bækkenet, der er det område, hvor Salzach forlader Alperne og flyder ind i alpeforlandet. Landskabet er præget af Untersberg, hvis ene bjergtop Salzburger Hochtron, danner grænsen mellem Østrig og Tyskland. De østlige kupperede og skovklædte bjergregioner – der er den østlige udløber af Salzkammergut bjergene – strækker sig fra Gaisberg til Zwölferhorn. De nordlige områder af Flachgau er præget af landbrugsområder i det karakteristiske alpeforland.
Distriktet Salzburg-Ungebung omslutter delstatshovedstaden Salzburg, og grænser mod nord til distriktet Braunau, mod øst til distrikterne Vöcklabruck og Gmunden (alle tre ligger i Oberösterreich), mod syd til Bezirk Hallein og mod vest til de bayerske Landkreise Berchtesgadener Land og Traunstein.

## Historie
Siden det 6. århundrede hørte det senere Flachgaus område under "Salzburggau" i Hertugdømmet Bayern. Med den bayerske hertugs anerkendelse af Salzburg grænser i 1275 bevægede området sig mod selvstændighed, og da ærkebiskop Friedrich III af Leibnitz frigav en egen landsforordning, blev Salzburg efterhånden en selvstændig stat inden for det Tysk-romerske rige. Efter at området området i en kort overgang efter Napoleonskrigene blev annekteret af Bayern, blev Salzburg i 1816 underlagt Østrig. Senere blev Salzburg eget kronland og i 1850 fik Salzburg sin egen forfatning, der også bragte en ny organisering af den lokale forvaltning og indførte kommuner.
Indtil slutningen af den 19. århundrede dannede det senere Flachgau en enhed sammen med det nuværende Tennengau og den efter 1805 fra Pongau udskilte Lammertal. Med oprettelsen af distriktet Hallein i 1896 tilfaldt disse områder det nuværende Tennengau. Samtidig begyndte navnet Flachgau at slå igennem for dette landområde, der var blevet til "overs" i forhold til de oprindelige "Salzburggaus" (Pongau, Pinzgau, Lungau) og det nydannede Tennengau.

## Forvaltning
Distriktet Salzburg-Umgebung består af 37 kommuner, herunder 3 byer (01.01.2022).

### Byer
1. Neumarkt am Wallersee (6.492)
2. Oberndorf bei Salzburg (5.850)
3. Seekirchen am Wallersee (11.001)

### Købstæder
1. Eugendorf (7.083)
2. Grödig (7.392)
3. Mattsee (3.446)
4. Obertrum (4.956)
5. Straßwalchen (7.753)
6. Thalgau (5.971)

### Kommuner
1. Anif (4.327)
2. Anthering (3.737)
3. Bergheim (5.741)
4. Berndorf bei Salzburg (1.706)
5. Bürmoos (4.940)
6. Dorfbeuern (1.580)
7. Ebenau (1.440)
8. Elixhausen (3.052)
9. Elsbethen (5.494)
10. Faistenau (3.085)
11. Fuschl am See (1.591)
12. Göming (778)
13. Großgmain (2.640)
14. Hallwang (4.192)
15. Henndorf am Wallersee (5.025)
16. Hintersee (472)
17. Hof bei Salzburg (3.587)
18. Koppl (3.659)
19. Köstendorf (2.659)
20. Lamprechtshausen (4.055)
21. Nußdorf am Haunsberg (2.417)
22. Plainfeld (1.261)
23. St. Georgen bei Salzburg (3.031)
24. St. Gilgen (3.905)
25. Schleedorf (1.119)
26. Seeham (1.942)
27. Strobl (3.670)
28. Wals-Siezenheim (13.575)